# ساندي في
ساندي في (بالفرنسية: Sandy Vee)‏ هو كاتب أغاني ومنتج أسطوانات وموسيقي ودي جيه فرنسي، ولد في 22 أبريل 1975 في تولوز في فرنسا.

## وصلات خارجية
- ساندي في على موقع ميوزك برينز (الإنجليزية)
- ساندي في على موقع ميوزك برينز (الإنجليزية)
- ساندي في على موقع ديسكوغز (الإنجليزية)
- ساندي في على موقع ديسكوغز (الإنجليزية)